# العلاقات الروسية المغربية

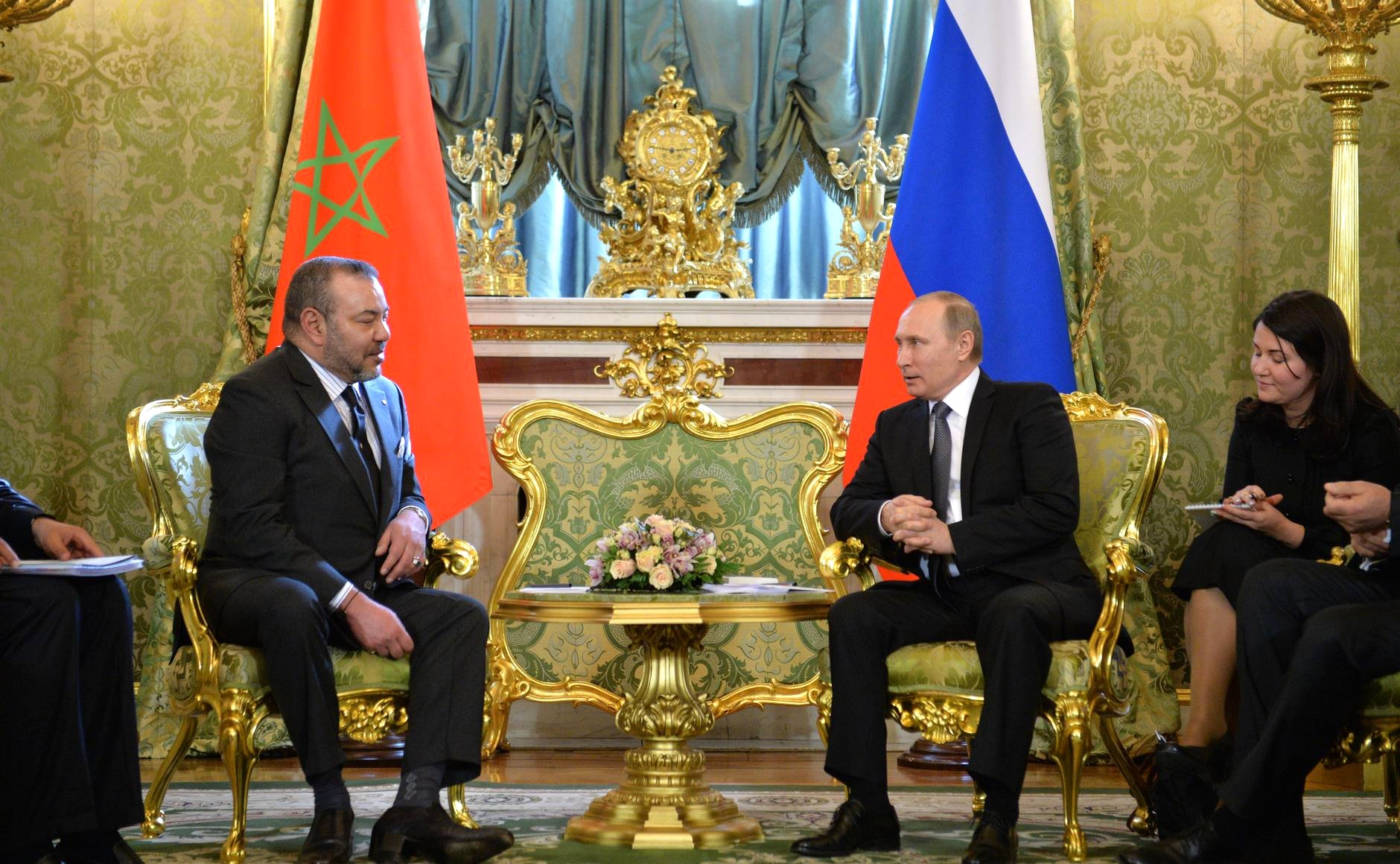
زيارة الملك محمد السادس إلى روسيا الاتحادية (مارس 2016)

كانت بداية تاريخ العلاقات الروسية – المغربية في أواخر عام 1777 حين عرض سلطان المغرب محمد الثالث، على امبراطورة روسيا يكاتيرينا الثانية إقامة علاقات تجارية بين البلدين.
في نوفمبر 1897 تم افتتاح قنصلية عامة للإمبراطورية الروسية في مدينة طنجة. ووصل رئيس البعثة إلى طنجة في مايو 1899.
وأقيمت العلاقات الدبلوماسية بين الاتحاد السوفيتي والمغرب بتاريخ 1 سبتمبر عام 1958. في 30 ديسمبر 1991 اعترف المغرب بروسيا الاتحادية.
2024 : أدانت المملكة المغربية، وبشدة، العملية الإرهابية التي وقعت، الجمعة 22 مارس 2024، بكوركوس سيتي هال قرب العاصمة الروسية موسكو، والتي تبناها تنظيم "داعش" الإرهابي، وخلفت العديد من القتلى والجرحى.
وأعرب المغرب - في بيان لوزارة الشؤن الخارجية - عن تضامن المملكة مع السلطات الروسية في مواجهتها للإرهاب، كما قدمت التعازي لعائلات الضحايا وتمنياتها بالشفاء العاجل للجرحى.

## تاريخ
في الربع الأخير من القرن 18 وبواسطة ممثل السلطان محمد الثالث بن عبد الله في توسكانا بإيطاليا، تم اقامة اتصالات دائمة بين روسيا والمغرب. وتبادل رئيسا الدولتين الوثائق التي عبروا فيها عن رغبتهم اقامة علاقات صداقة وعلاقات تجارية تضمن معاملة تفضيلية بينهما.
لسنوات طويلة بقيت العلاقات الروسية – المغربية تتم من خلال شخصيات معتمدة من دول أوروبا الغربية، وذلك لان الاتصالات خلال البحر البيض المتوسط لم يكن ممكننا بسبب الصراع التقليدي بين روسيا وتركيا. في البدء كان وزير بلجيكا المفوض ليرعى المصالح الروسية في المغرب، بعدها في مارس 1882 انيطت المهمة بممثل إسبانيا الدبلوماسي. وفي أكتوبر 1897 تمت الموافقة على تاسيس قنصلية في المغرب وتعيين قنصل عام بدرجة وزير مفوض.
من أسباب عدم وجود ممثل مباشر للامبراطرية الروسية في هذه الفترة هو بعد المغرب من روسيا آلاف الكيلومترات، ولم يكن لروسيا رغبة عارمة في تطوير التبادل التجاري مع المغرب.

### الصراع الغربي حول طنجة
عندما وصلت المجابهة بين الدول الاوربية الغربية ذروتها وهددت بالتحول إلى مجابهة عالمية، تغير موقف حكومة الامبراطورية الروسية مما يسمى (القضية المغربية). وبهدف الحصول على موقعها في طنجة، تم تعيين (فاسيلي بأخيراخت) الذي عمل لسنوات طويلة بالممثليات الدبلوماسية الروسية في سويسرا وألمانيا وإيطاليا وبلجيكا والبرتغال.
في مايو 1898 وصل بأخيراخت إلى المغرب، وبدأ نشاط الممثلية الدبلوماسية الروسية نشاطه، الذي اثار الكثير من الاقاويل في اوساط السلك الدبلوماسي والقنصلي.
قرر بأخيراخت التوجه إلى مراكش عاصمة المغرب آنذاك لتقديم اوراق اعتماده إلى السلطان عبد العزيز.
قرر السلطان سنة 1901 إرسال بعثة دبلوماسية طارئة إلى روسيا البعيدة برئاسة وزير الخارجية سيدي عبد الكريم بن سليمان. واخذا بالاعتبار ارتباط المغرب بدول أوروبا الغربية، اوفد السلطان بعثات مماثلة إلى باريس ولندن وبرلين.
حاولت روسيا اقناع أعضاء الوفد بانه على المغرب تقوية علاقته بفرنسا وعدم الاعتماد على صداقة انكلترا، والتأكيد على فكرة كون السياسة الروسية خالية من الأطماع.
في نوفمبر 1899 دخلت السفينة الروسية المدرعة «بيتروبافلوفسك» ميناء طنجة، حيث عرض قائدها على الراغبين الصعود على ظهر السفينة لمشاهدتها. خلال ثلاثة أيام زار السفينة 300 مغربي، ومعظمهم جاء من المحافظات الداخلية للمغرب. واشار بأخيراخت في تقريره إلى وزارة الخارجية إلى تقييمه الإيجابي لهذا العمل وانه انتشرت في المغرب شائعات عن قوة روسيا ورحابة صدر وكرم البحارة الروس، وحسب قوله فان المغاربة اخذهم العجب بالكامل لانه لم يسبق أن دللتهم قيادة أجنبية أخرى. كما أن وجود بعض التتار الذين لهم نفس المعتقد، سهل التحدث معهم وازاد من تعجبهم.
في الفترة بين أكتوبر ونوفمبر 1904 دخلت ميناء طنجة ثلاثة قطعات حربية من اسطول المحيط الهادئ الثاني، المتجه إلى الشرق الأقصى للمشاركة في الحرب مع اليابان. وقام قادة هذه القطعات بزيارة ممثل السلطان، الذي في اجابته على سؤال كيف يوفق بين قواعد الحياد ووجود الاسطول الحربي الروسي في طنجة، ان المغرب يرتبط بروسيا اتفاقيات، وهم اصدقاء وليس هناك حسب رأيه ما يمنع توقفها وتزويدها بما هو ضروري في موانئ السلطان.
في عام 1905 نشبت أول ازمة مغربية بسبب المنافسة بين دول أوروبا الغربية على مناطق النفوذ في أفريقيا ومن ضمنها المغرب. ولاجل حل الخلافات انعقد مؤتمر الجزيرة الخضراء. في هذا الوقت ضعف تأثير الامبراطورية الروسية بشكل ملموس على الأحداث الدولية ومنها شمال أفريقيا نتيجة اندحارها في حربها مع اليابان في اعوام 1904- 1905.
منذ عام 1912 كانت العلاقات الروسية – المغربية تسير من خلال باريس أو مدريد اعتمادا على ذلك كان من الطبيعي ان يغادر في مارس 1912 بوتكين طنجة. وفي فبراير 1913 حولت البعثة الدبلوماسية الروسية إلى قنصلية دبلوماسية عامة.
وبسبب الحرب العالمية الأولى وثورة أكتوبر في روسيا والحرب العالمية الثانية انقطعت العلاقة المباشرة بين البلدين لفترة زمنية طويلة.

### أوساط القرن العشرين
من الأحداث المهمة في تاريخ العلاقات بين البلدين – زيارة الملك الحسن الثاني إلى موسكو في أكتوبر 1966 وتم خلالها التوقيع على اتفاقيات التعاون في مجالات الثقافة والبث الاذاعي والتلفزيوني والاقتصاد وفي مجال العلم والتقنية، وأيضا تصدير الماكينات والمعدات السوفيتية إلى المغرب. وزار ولي العهد المغربي (حاليا ملك المغرب) موسكو على رأس وفد مغربي في عامي 1982 و 1984.
ومن جانبه زارالمغرب رئيسان لمجلس السوفيت الأعلى (ليونيد بريجنيف في فبراير عام 1961 ونيقولاي بودغورني في أبريل/نيسان عام 1969) ورئيس مجلس وزراء الاتحاد السوفيتي الكسي كوسيجين في أكتوبر عام 1971.

### القرن الواحد والعشرين
تحتل زيارة الملك محمد السادس إلى موسكو في الفترة بين 14 -18 أكتوبر 2002 موقعا مهما في تاريخ العلاقات الروسية – المغربية، وخلال مباحثاته مع الرئيس الروسي فلاديمير بوتين تم التوقيع على بيان مشترك حول الشراكة الإستراتيجية بين روسيا الاتحادية والمملكة المغربية.
وفي الفترة بين 22 -23 نوفمبر 2005 قام وزير الخارجية الروسي (سيرغي لافروف)أثناء جولته في شمال أفريقيا بزيارة المغرب واستقبله الملك محمد السادس.
في 7 سبتمبر عام 2006 قام الرئيس الروسي فلاديمير بوتين بزيارة رسمية إلى المغرب التي اجرى خلالها مباحثات انفرادية وبمشاركة الوفد المرافق مع الملك محمد السادس. في نهاية المباحثات وقعت مجموعة وثائق للتعاون في مجالات مختلفة.
وتم في عام 2006 في موسكو لقاء وزيرالخارجية والتعاون محمد بن عيسى ووزير الدولة المغربي الطيب الفاسي الفهري مع وزير الخارجية الروسي سيرغي لافروف وسكرتير مجلس الأمن الروسي ايغور ايفانوف.

## التعاون
تم تشكيل لجنة روسية – مغربية مشتركة للتعاون الاقتصادي وفي مجال العلم والتقنية. وعقدت اللجنة اجتماعين الأول في مدينة الرباط سنة 2004 والثاني في موسكو سنة 2006.
تعمل اللجنة الحكومية المختلطة الروسية – المغربية للتعاون في مجال الاقتصاد وفي المجال العلمي – التقني والتي عقدت اجتماعها الثالث عام 2008 بالرباط.

## التعاون العربي الروسي بمراكش 2023
بمدينة مراكش، انطلقت، زوال اليوم الأربعاء 20 دجنبر 2023، فعاليات أشغال منتدى التعاون العربي–الروسي، في دورة سادسة يُعوَّل عليها لدفع مسار التعاون بين الدول العربية وروسيا منذ توقيع مذكرة التفاهم قبل عشرين سنة، نحو “آفاق واعدة ومستويات أعلى”، وفق تعبير ناصر بوريطة، وزير الشؤون الخارجية والتعاون الإفريقي والمغاربة المقيمين بالخارج، الذي يرأس الدورة الحالية لهذا الاجتماع ذي الطابع الإقليمي على مستوى وزراء الخارجية.
الدورة السادسة لمنتدى التعاون العربي الروسي، التي انطلقت جلستها الافتتاحية بحضور سيرجي لافروف، وزير خارجية روسيا الاتحادية، والأمين العام لجامعة الدول العربية (عبر تقنية التناظر المرئي عن بعد)، عرفت حضور وزراء خارجية دول عربية ورؤساء وفودها من 16 دولة عربية، بالإضافة إلى روسيا والجامعة العربية.
وفي كلمة له بالمناسبة، بصفته رئيساً لهذه الدورة، أكد بوريطة أنه “بتوالي الدورات، وصولًا إلى هذه الدورة، يكون مُنتدانا بلغ مرحلة من النضج يُغذّيـها توافقٌ حول أهميته ونجاعته كإطار للحوار والتعاون، يكون على قدر التطلعات والانتظارات”، معتبرا اللقاء “مناسبة ملائمة لتقييم مسار التعاون العربي–الروسي، لتثمين نقاط قوته ومعالجة مكامن قصوره، وإغناء محتواه وتحديث طرق عمله، وفاء لروح الصداقة التاريخية بين روسيا والعالم العربي”.

### التعليم
يعمل في المغرب بعقود 10 اساتذة روس في مجال التعليم المهني. ويدرس في الجامعات والمعاهد الروسية حوالي 2.5 الف طالب مغربي. في مارس 2004 تم توقيع اتفاق بين معهد آسيا وأفريقيا التابع لجامعة موسكو وجامعة محمد الخامس بشأن تعليم الطلاب والمتدربين والباحثين العلميين.

### اقتصاد
العلاقات في مجال السياحة تحمل طابعا مرحليا، ففي عام 2004 زار المغرب 11.3 الف سائح من روسيا.
تم بناء مجمع سياحي في ضواحي مدينة مراكش، بلغ حجم الاستثمارات المالية حوالي 150 مليون يورو، بمساهمة شركة الاستثمارات المالية الروسية ميتروبول والمصرف الاستثماري المتحد.

### إعلام وثقافة
وقع في أبريل 1998 في الرباط اتفاق تعاون بين وكالة ايتار – تاس ووكالة المغرب العربي للأنباء.
كان من بين الأحداث المهمة في العلاقات الثنائية اقامة أيام ثقافية للمملكة المغربية في روسيا بمدينتي موسكو وفلاديمير في الفترة من 22 – 28 أكتوبر 2007. وتم لأول مرة بعد الفترة السوفيتية اقامة مهرجان اسبوع الفيلم الروسي في الفترة 23 – 30 نوفمبر 2008 في مدينتي الرباط ومراكش كما جرت بنجاح أيام الثقافة الروسية في المغرب.

### بلاغات
في 22 مارس 2024، أعربت المملكة المغربية عن تضامنها اللامشروط مع روسيا في مواجهة ظاهرة الإرهاب، على إثر العمليات الإرهابية التي وقعت بكوركوس سيتي هال بكراسنوغورسك بالعاصمة موسكو، والتي تبناها جماعات متطرفة والتي خلفت عددا من القتلى والجرحى المدنيين.

### القضاء
في 19 أبريل 2024 بالرباط، تم التوقيع على مذكرة تفاهم بين رئاسة النيابة العامة بالمغرب، والنيابة العامة لروسيا الاتحادية، تروم تعزيز التعاون في مجموعة من المجالات ذات الصلة بعمل النيابة العامة، وتنص هذه المذكرة، التي وقعها الوكيل العام للملك لدى محكمة النقض، رئيس النيابة العامة، حسن الداكي، والنائب العام لروسيا الاتحادية، كراسنوف إيغور فيكتوروفيتش، على تبادل الخبرات والتجارب والممارسات الفضلى بين الطرفين في المجالات المتصلة بعمل النيابة والادعاء العام، وتعزيز التعاون في القضايا ذات الصلة بالجريمة ولاسيما جرائم غسل الأموال والاتجار بالمخدرات والاتجار بالبشر.
بالإضافة إلى عقد دورات تكوينية وتبادل زيارات الخبراء، والتعاون في مجال حماية حقوق المستثمرين، وتعزيز التعاون في باقي مجالات الاهتمام المشترك.

## العلاقات الاقتصادية بين المغرب وروسيا
تشهد العلاقات الاقتصادية بين المغرب وروسيا في الآونة الأخيرة تطورًا ملحوظًا، حيث بدأت عدد من الشركات الروسية الاستثمار في القطاع الفلاحي بالمغرب، معلنة بذلك عن مرحلة جديدة من الشراكة الاستراتيجية بين البلدين،  والتعاون الروسي المغربي لم يقتصر على ما هو فلاحي، بل يمتد ليشمل مجالات متعددة تعكس طموح البلدين في بناء شراكة اقتصادية شاملة. من أبرز هذه المشاريع، نجد اتفاقية شركة “روساتوم” الروسية مع شريك مغربي لتنفيذ مشاريع تحلية مياه البحر باستخدام تقنيات مبتكرة، 
كما أن المملكة المغربية عززت مكانتها كأحد المورّدين الرئيسيين للفواكه إلى روسيا خلال الفترة ما بين فاتح يناير وثامن غشت الجاري، بعدما أشرفت هيئة الرقابة الزراعية الروسية (روسيلخوزنادزور) على دخول شحنات كبيرة من المنتجات المغربية عبر موانئ “سانت بطرسبورغ” ومقاطعة “لينينغراد”.